# Diacceto
Diacceto è una frazione del comune italiano di Pelago, nella città metropolitana di Firenze, in Toscana.

## Geografia fisica
Il paese è situato sui contrafforti collinari dell'Appennino Tosco-Romagnolo, lungo la strada che dal Valdarno conduce al Passo della Consuma.

## Monumenti e luoghi d'interesse
Tra gli edifici di valore si ricorda la Pieve di San Lorenzo.